# أحمق للأبد
أحمق للأبد (بالإنجليزية: Jackass Forever)‏ هو فيلم كوميدي أمريكي عام 2022، من إخراج وإنتاج جيف تريمين، مع المنتجين سبايك جونز، و جونى نوكسيفل، تم عرضه لأول مرة في المسرح الصيني في هوليوود، كاليفورنيا في 1 فبراير 2022، وتم عرضه في 4 فبراير. حقق أكثر من 80 مليون دولار في جميع أنحاء العالم مقابل ميزانية قدرها 10 ملايين دولار.

## روابط خارجية
- أحمق للأبد على موقع IMDb (الإنجليزية)
- أحمق للأبد على موقع ميتاكريتيك (الإنجليزية)
- أحمق للأبد على موقع روتن توميتوز (الإنجليزية)
- أحمق للأبد على موقع فيلمافينيتي (الإسبانية)
- أحمق للأبد على موقع قاعدة بيانات الأفلام السويدية (السويدية)
- أحمق للأبد على موقع قاعدة بيانات الفيلم (الإنجليزية)
- أحمق للأبد على موقع ليتربوكسد (الإنجليزية)
- أحمق للأبد على موقع كينوبويسك (الروسية)